# Панкова, Софья Сергеевна
Со́фья Серге́евна Панко́ва (14 [27] сентября 1902, д. Михалино, Коссовского уезда, Гродненской губернии — ноябрь 1942, Витебск, Белорусская ССР, СССР) — деятель революционного движения в Западной Белоруссии, одна из руководителей Витебского патриотического подполья в годы Великой Отечественной войны.

## Биография
Родилась 27 сентября 1902 года в деревне Михалино, Коссовского уезда, Гродненской губернии в Российской Империи (ныне Берестовицкий район Гродненской области). Через некоторое время семья переезжает в поселок Неман, где отец и старшие братья устраиваются работать на местный стеклозавод.
В 1914 году, после начала Первой мировой войны, семья Панковых вместе с остальными беженцами переезжает в Москву. В 1917 году пятнадцатилетняя Софья устраивается работать шлифовальщицей на один из заводов в Замоскворечье.
В 1919 году в 17-летнем возрасте её принимают в РКП(б).
Во время гражданской войны Софья Сергеевна неоднократно бывает на фронтах, где знакомится с интернационалистами-поляками и коммунистами из Западной Белоруссии.
В 1926 году Софья Панькова окончила Московский педагогический институт.
Через некоторое время (в конце 1926 года) принимает решение приступить к подпольной работе в Западной Белоруссии.

#### Подпольная работа в Западной Белоруссии
В 1927 году является руководителем женского отдела подпольного Брестского окружного комитета Коммунистической партии Западной Белоруссии. Развёртывает активную подпольную деятельность под конспиративными партийными кличками «Маруся», «Валюта», «Антолька». В это же время знакомится с Верой Хоружей — одним из вожаков комсомольской молодежи Западной Белоруссии.
С 1928 года Софья Сергеевна работала в Бресте, заведуя женским отделом окружного комитета партии. Летом этого же года является делегатом I съезда Компартии Западной Белоруссии. После съезда С. С. Панкову направляют в Пинск под вымышленными именем и фамилией — Мария Заболоцкая.
22 ноября 1928 года арестована польскими властями и, будучи беременной, получает четыре года тюрьмы.
В конце 1932 года С. С. Панкову освобождают из тюрьмы, после чего она снова приступает к подпольной работе.
В июле 1935 года Панкова снова подвергается аресту.
В сентябре 1939 года после ввода советских войск и объединения Белоруссии освобождена из тюрьмы.
С момента освобождения и по июнь 1941 года Софья Панкова работает в Белостоке в городском комитете МОПРа.

#### Работа во время ВОВ и гибель
С началом войны эвакуируется в уральский город Троицк.
Летом 1942 года по просьбе Веры Захаровны Хоружей ЦК Компартии Белоруссии вызывает её в Москву для участия в организации подпольной группы.
Вместе с Хоружей и другими членами подготавливаемой группы проходит обучение в специальной школе по организации подпольной работы в немецком тылу, после чего получает задание в группе с Верой Хоружей обосноваться в подполье под Витебском и впоследствии перебраться в город, где действовать по связи с Большой землей.
Софья Панкова и Вера Хоружая были арестованы гитлеровцами утром 13 ноября 1942 года.
Расстреляны во второй половине ноября этого же года. Место захоронения неизвестно.

## Увековечение
Именем Софьи Панковой названы улицы в Витебске, Козельске, Волковыске и Пинске.
В Волковыске, на здании музыкальной школы, установлена мемориальная доска.